# Peyman Keshavarzi
Peyman Keshavarzi (in persiano پیمان کشاورزی‎; Shabestar, 6 marzo 1995) è un calciatore iraniano, centrocampista del Mes Soongoun.

## Carriera

### Club
Ha giocato nel campionato iraniano e in quello azero. Nel 2021 ha esordito in AFC Champions League con il Tractor, collezionando nell'arco di tutto il girone tre presenze.

### Nazionale
Con la maglia della nazionale iraniana Under-23 ha preso parte a incontri tra il 2013 e il 2014, venendo convocato per 3 volte alla Coppa d'Asia.

## Palmarès

### Club

#### Competizioni nazionali
- Campionato iraniano: 1

Tractor: 2014-2015
- Coppa dell'Azerbaigian: 1

Sumqayıt: 2018-2019